# Guillaume Joseph van Gobbelschroy
Guillaume Joseph Van Gobbelschroy (Leuven, 28 augustus 1757 - 22 maart 1828) was een Leuvens arts en hoogleraar.

## Levensloop
Guillaume Joseph was de jongste zoon van jurist Petrus Martinus van Gobbelschroy en Anna Maria vander Buecken. Zijn oudere broer was Petrus Josephus, die theoloog was en in 1793 rector van de universiteit. In 1775 behaalde hij de eerste prijs van zijn klas aan het H. Drievuldigheidscollege, net als de prijs voor christelijke leerling en voor de zijn kennis van het Grieks.
Van Gobbelschroy promoveerde tot arts in 1782. Het jaar daarop al werd hij hoogleraar aan de faculteit geneeskunde van de Universiteit Leuven.
Na de sluiting van de universiteit werd hij privéleraar pathologie en therapie. Twintig jaar later werd hij opnieuw hoogleraar, ditmaal aan de Rijksuniversiteit Leuven, vanaf 1817 tot enkele maanden voor zijn dood.